# Pintura rupestre

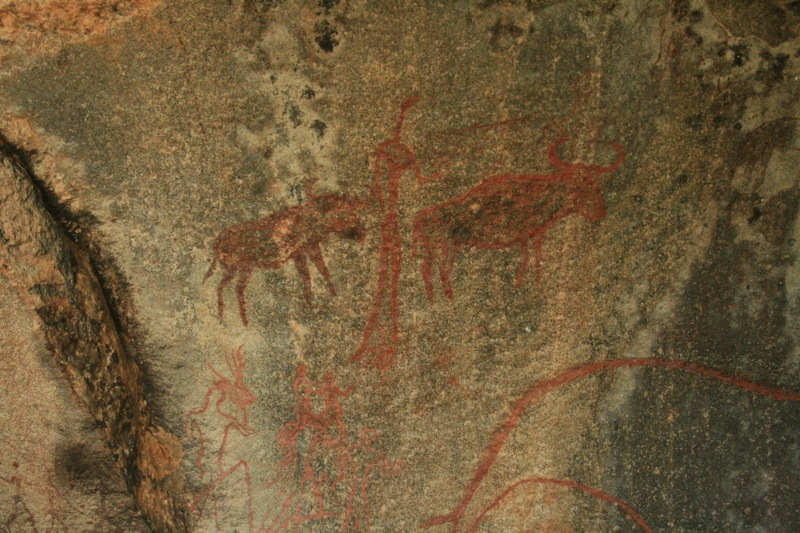
Escena de caça pintada pels boiximans a Swazilàndia

La pintura rupestre és la pintura prehistòrica, és especialment la que es pinta sobre les parets o el sostre de les coves, els humans dibuixaven o pintaven. Algunes són més abstractes i a d'altres es distingeixen clarament mans, persones o animals, per exemple. Els materials que hi empraven eren el carbó de llenya, ossos i diferents tipus de terres de colors, tots ells aglutinats amb aigua o greixos d'animals. Les pintures rupestres més antigues que es coneixen són les de la cova de Chauvet, al departament de l'Ardecha a França.
És un tipus d'art rupestre realitzat a la prehistòria, que demostra que la humanitat, des del seu origen a la Terra, és capaç de realitzar obres d'art a les parets de les coves que habita. També s'han trobat pintures sobre còdols, escultura, ceràmiques decorades i objectes ornamentals.

## Etimologia
El mot «rupestre» deriva del llatí: «rupes» que equival a roca, però també s'admet com a sinònim de primitiu. Això planteja una qüestió metodològica, ja que ens hem de referir, no sols a la pintura prehistòrica, si no també a qualsevol manifestació pictòrica, en qualsevol època, ja que en sentit estricte rupestre fa referència a qualsevol activitat artística feta sobre els murs de les cavernes, coves, abrics rocosos i fins i tot barrancs.

## Pintura al Paleolític superior
Durant el Paleolític superior la pintura rupestre es limità al territori de l'oest i el sud-oest d'Europa i alguns focus aïllats entorn el Sàhara i de l'Àfrica oriental com als actuals Zimbàbue i Sud-àfrica. D'aquest període són els extraordinaris conjunts de pintures d'animals, excepcionalment amb algunes escenes, que constitueixen l'art parietal franco-cantàbric.
| Petit portal de la pintura al Paleolític Superior                | | |
| Imatges                                                          | Etapa o estil: Resum i característiques. | Conjunts o llocs destacats. |
| Traces en ziga-zaga, Paleolític mitjà. Bacho Kiro. Bulgària.     | Abans de la pintura | Cova d'Altamira coves de Gargas. Gruta de Montespan Cova del Castillo                                                                                    |
| Traces en ziga-zaga, Paleolític mitjà. Bacho Kiro. Bulgària.     | Abans del floriement de les arts plàstiques o arts visuals, al llarg de gairebé un milió d'anys del període al Paleolític, entre els pobles caçadors d'Europa se succeïren cents de generacions de diferents races o espècies d'homes, el desenvolupament dels quals fou tan lent que es podia viure i morir sense que succeís el més mínim canvi en la cultura. Els meandres traçats amb la punta dels dits, en una de las voltes de la Cova d'Altamira, la mà estampada o acolorida en roig sobre una paret de la Cova del Castillo a Puente Viesgo o en les coves de Gargas del Pirineu occità, el traç, fet amb el dit, d'un cavall, ple de forats, en la Gruta de Montespan a l'Alt Garona, juntament amb els gravats fets en còdols, ossos i els bastons de comandament tallats en marfil, etc. són manifestacions precursores o incipients de l'art els inicis del qual es troben en las estatuetes femenines de la fecunditat anomenades Venus prehistòriques.                                                                                    | Cova d'Altamira coves de Gargas. Gruta de Montespan Cova del Castillo                                                                                    |
| Home caigut davant d'un bisó. Cova de Lascaux, Périgord, França. | L'art parietal franco-cantàbric | Gruta de la Grèze Abric de la Madeleine Cova de Lascaux Cova d'Altamira Gruta de Trois Frères Gruta de Combarelles Gruta de Font-de-Gaume Gruta de Niaux |
| Home caigut davant d'un bisó. Cova de Lascaux, Périgord, França. | La pintura sorgí a partir de l'escultura : els primers gravats fets amb un punxó de les siluetes de bisons en la Gruta de la Grèze, o las siluetes en relleu de las dos Venus de la Gruta de la Madeleine, ambdues en la Dordonya, constitueixen les primeres manifestacions de l'art parietal franco-cantàbric, que va florir àmpliament en las coves i abrics rocosos del Périgord, dels Pirineus occitans o de les muntanyes càntabres, en un fet que constitueix " l'esdeveniment més improbable de la Història de la Humanitat". La pintura franco-cantàbrica està restringida als animals, els quals apareixen normalment aïllats. Quan els animals apareixen en grups ho fan sense compondre escenes, ni tampoc es relacionen entre ells. Les actituds dels animals varien des de la calma de Lascaux a la tensió dinàmica d'Altamira. El grup de la femella de ren agenollada front al mascle, a la gruta de Font-de-Gaume i l'home caigut davant un bisó de Lascaux són, potser, les primeres manifestacions artístiques d'escenes o narracions. | Gruta de la Grèze Abric de la Madeleine Cova de Lascaux Cova d'Altamira Gruta de Trois Frères Gruta de Combarelles Gruta de Font-de-Gaume Gruta de Niaux |

## Pintura mesolítica
En temps epipaleolítics omesolítics, al llevant de la península Ibèrica es desenvolupà una tradició artística completament diferent, ubicada a l'aire lliure en balmes i aixoplucs, molt allunyada del naturalisme de l'art ibèric-francès, és l'art llevantí, el més singular dels arts prehistòrics europeus. És una expressió de creences basada en la figuració i que podria qualificar-se, des del punt de vista plàstic, com d'un veritable art expressionista. Els seus elements iconogràfics són :els animals i, la seva gran aportació a la Història de l'Art Occidental, la figura humana, tant la masculina com la femenina. És pictòric, monocrom i pintura plana. Una altra tradició cultural, res a veure amb l'anterior, és la pintura rupestre del nord d'Àfrica, amb una important presència de representacions d'animals al costat de les escenes i figures. A Escandinàvia l'art decoratiu del Mesolític, bàsicament de dibuixos geomètrics, va evolucionar vers temes naturalistes, els seus llocs principals es troben a l'entorn de la regió bàltica i de l'Àrtida, a Suècia, Finlàndia i la Carèlia rusa.
| Petit portal de la pintura al Mesolític                                                     | |                                                                             |
| Imatges                                                                                     | Etapa o estil: Resum i característiques. | Conjunts o llocs destacats.                                                 |
| Dansa de Cogul. coves del Cogul, província de Lleida, Catalunya, Espanya. Coves de l'Aranya | L'art rupestre llevantí | Coves de Cogul Cova Vella d'Alpera Barranc de la Valltorta Cova de l'Aranya |
| Dansa de Cogul. coves del Cogul, província de Lleida, Catalunya, Espanya. Coves de l'Aranya | Les pintures rupestres llevantines es distingeixen de las representacions màgiques d'animals pròpies de l'art parietal franco-cantàbric pels seus temes referits a l'activitat humana, la vida quotidiana, la caça, la guerra, etc. amb un estil que tendeix a l'estilització la qual cosa les fa semblants a les pintures de l'art rupestre africà. A la Roca dels Moros anomenada també "Coves de Cogul" a la (província de Lleida), l'escena de la dansa d'un grup de dones en torn d'un home nu, pintada en roig i negre, és una de les manifestacions que més ha cridat l'atenció dels estudiosos, pel contingut propi de l'escena representada. A la Cova de la Vella d'Alpera a la província d'Albacete es dona un estil propi de pintura esquemàtica que és la referència o el tipus principal de l'art llevantí. L'equip de Henri Breuil i Juan Cabré va trobar a prop la Cova del Queso, amb pintures similars que no s'han conservat. El Barranc de la Valltorta i els seus voltants, a la (província de Castelló) amb dibuixos d'arquers i homes corrent és altre dels jaciments destacats. Tot el conjunt de l'art rupestre llevantí està declarat Patrimoni de la Humanitat | Coves de Cogul Cova Vella d'Alpera Barranc de la Valltorta Cova de l'Aranya |
|                                                                                             | L'art rupestre africà | Llocs :                                                                     |
|                                                                                             | | Llocs :                                                                     |
|                                                                                             | L'art parietal àrtic | Llocs :                                                                     |
|                                                                                             | | Llocs :                                                                     |
|                                                                                             | La pintura paleolítica i neolítica a Àsia | Llocs :                                                                     |
|                                                                                             | | Llocs :                                                                     |

### Pintura neolítica
Entre els anys 10000 aC i 2000 aC. té lloc l'anomenada revolució neolítica i la pintura pren el camí d'una nova expressió simbòlica lligada als canvis econòmics i socials que comporten la introducció i posterior expansió de l'agricultura primitiva.
| La Pintura al Neolític |                                                |                             |
| Imatges                | Etapa o estil: Resum i característiques.       | Conjunts o llocs destacats. |
|                        | La ceràmica pintada neolítica                  | Llocs:                      |
|                        |                                                | Llocs:                      |
|                        | La pintura neolítica a Egipte i Mesopotàmia    | Llocs: Cova de les Bèsties  |
|                        |                                                | Llocs: Cova de les Bèsties  |
|                        | La pintura dels pobles primitius contemporanis | Llocs:                      |
|                        |                                                | Llocs:                      |

## Algunes interpretacions modernes
Actualment no podem saber el seu significat ni propòsit, tot i que alguns estudiosos s'han atrevit a fer conjectures, com que es tractava dels diferents animals que caçaven o que suposadament podrien tenir significat ritual o màgic, com ara els ritus de la fertilitat. Segons alguna d'aquestes persones, les persones a la prehistòria, podrien tenir un significat i una funció màgics o ritual a les representacions de les seves pintures. Creien que la representació d'un bisó era una forma d'apropiar-se del bisó o que la representació d'una dona amb unes mamelles enormes assegurava la fertilitat. Al segle xix era molt habitual fer justificar troballes arqueològiques explicant que eren rituals i motius religiosos quan després s'ha comprovat que moltes d'elles tenien usos pràctics, sexuals, artístics i tecnològics.
En tot cas, altres interpretacions suggereixen que algunes pintures rupestres podien tenir un significat informatiu o instructiu, com és el cas de certs dibuixos en esbós, anomenats «tectiformes» en la cova de Font de Gaume a Dordonya (França) que poden ser interpretades com a trampes de caiguda per caçar el mamut. Fins i tot s'han trobat paral·lelismes entre les formes dels animals i les estrelles visibles a la nit.

### Sensació de moviment en les pintures rupestres
Mentre investigava un fris amb tres lleons dibuixats que havia sigut trobat a la gruta de la Vache del departament francès de l'Arieja, el cineasta i doctor en Prehistòria Marc Azéma de la Universitat de Tolosa se li va ocòrrer la idea que en realitat aquest representava un sol lleó en diferentes postures, com si es vulgués donar sensació de moviment al dibuix; en tost de tres individus diferents, com pensaven els seus companys. Aquesta teoria va ser cada vegada més reforçada amb la investigació de més d'una dotzena de dibuixos d'animals individuals a les coves de Lascaux, com equins i bisons, formats per una figura tosca amb contorns poc definits, i una altra diferent més terminada i juxtaposada amb la primera, el que fa que sembli que tinguin diversos caps i potes; Azéma va demostrar que depenent de com es mogués la llum d'una torxa davant d'aquests dibuixos hi haurà la sensació de que els animals es mouen, caminen. Amb l'estudi d'altres pintures de la gruta de Trois Frères i la cova d'Altamira, d'entre altres, s'han descobert prop d'un centenar de siluetes que s'ajusten a la hipòtesi de Marc Azéma de l'ús de tècniques per percebre el moviment a les pintures amb la juxtaposició de les imatges per part dels homes de la Prehistòria.

## Art contemponari
L'art rupestre, i la pintura rupestre en particular, ha tingut gran influència en l'art i la pintura contemporanis.